# ネストレ・アーラント

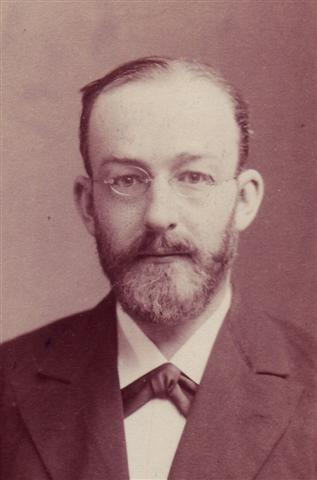
エベルハルト・ネストレ

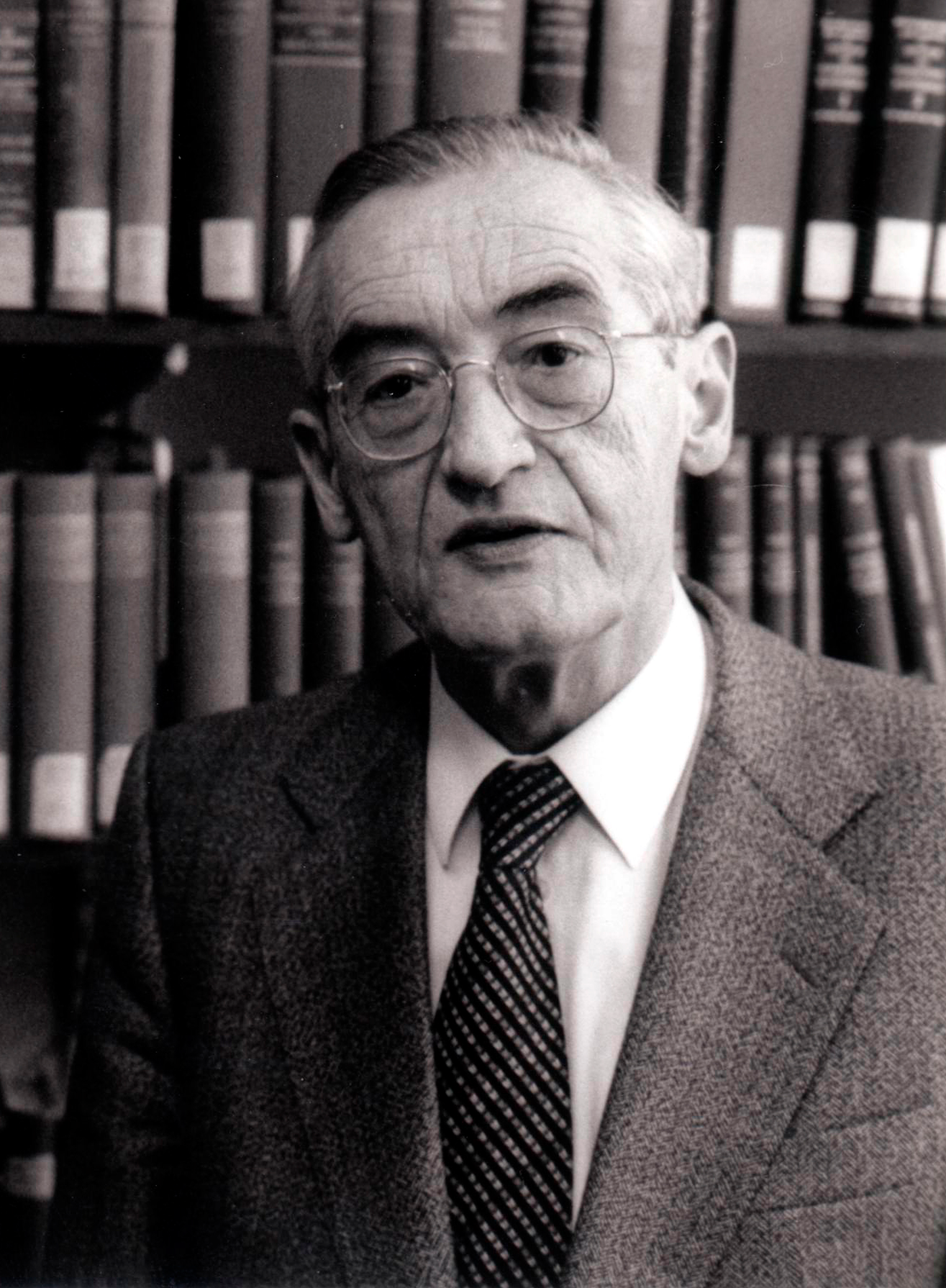
クルト・アーラント

ネストレ・アーラント（Nestle-Aland）は現代のギリシア語新約聖書テキスト。正式名称は「ギリシア語新約聖書」を意味するラテン語の「Novum Testamentum Graece」（ノーウム・テスタメントゥム・グラエチェ）である。ドイツの聖書学者エベルハルト・ネストレ（1851年-1913年）が1898年に編集・出版したのが始まりである。第13版からは事業は息子のエルヴィン・ネストレに引き継がれ、更に1950年代からは同じくドイツの聖書学者で宗教改革の研究者でもあるクルト・アーラント（1915年-1994年）が編集責任者となったため、一般的に「ネストレ・アーラント」と呼ばれる。初版が発行されて以来、ギリシア語テキストの研究の進展にあわせて改訂が繰り返されており、最新版は第28版である。現在の学問水準から考えうる最高のテキストであるといっても過言でなく、現代日本語訳の「新共同訳聖書」や「新改訳聖書」などの新約聖書の翻訳元となっている。しばしば「NA」という略称で呼ばれ、たとえば第28版であれば「NA28」と呼ばれる。

## 概説
新約聖書はギリシア語テキストがあらわされて以降、多くの人々によって筆写され、無数のテキストが作られたが、写本製作の過程におけるミスや意図的な改変により多くの異読が生まれた。16世紀の初頭、スペインの摂政フランシスコ・ヒメネス・デ・シスネロス枢機卿やオランダの人文学者デジデリウス・エラスムスらが初めてテキストの批判的校訂に取り組んだ。以来、よりオリジナルに近いテキストを目指して校訂が繰り返されてきた。
校訂の方法自体はエラスムスの時代から変わらない。まず、できる限り多くの写本を収集し、一字一句比較検討する。次に異読が見られるものに関してはそれぞれの写本の成立時期や信頼性を考慮したうえでもっともオリジナルに近いと考えられるものを採用し、本文を確定していくというやり方である。「ネストレ・アーラント」が最高水準のギリシア語テキストであるといえるのは、これまでに作成されたギリシア語聖書の中で見ても集めうるもっとも多くの写本をもとにしており、さらに最新の聖書学や歴史学の知識にもとづいて校訂が行われているからである。
聖書学者モーリス・ロビンソン（Maurice A. Robinson）のように「異読の中で数の多いものを選ぶという（基本的な校訂の）やり方はかえってオリジナルのテキストから離れていく。異読の中の少数例こそ重視されるべきだ」という意見を持つものもいるが、彼のような意見は少数派である。ゴードン・フィー（Gordon Fee）やブルース・メッツガー（Bruce Metzger）らを含め、大多数の聖書学者たちはロビンソンの見解を批判する。「ネストレ・アーラント」の編集指針も大文字写本と呼ばれるもっとも古い時期の写本こそが「オリジナルのテキストに近い」というものである。
「ネストレ・アーラント」では微妙な箇所や意見の分かれる箇所については欄外にすべての異読の例と引用元の写本を示すというスタイルをとっている。このため、聖書研究や翻訳においては研究者がそれらの異読も参照にしながらもっとも適切と思えるものを選ぶことができるようになっている。このようなスタイルをとっていることによって「ネストレ・アーラント」は広く認められ、受け入れられているといわれている。

## 参考書籍
- Barbara Aland, Kurt Aland: Novum Testamentum Graece. 27. Auflage, Stuttgart (2001) ISBN 3-438-05115-X
- Nestle-Aland Novum Testamentum Graece (2006) Hendrickson Publishers, ISBN 1-59856-172-3
- 『ネストレ=アーラントギリシア語新約聖書(第26版)・序文』 K.アーラント、橋本滋男、津村春英 日本聖書協会、1991年 ISBN 4-8202-9225-0